# Caroline Spelman
Caroline Alice Spelman, née Cormack le 4 mai 1958 à Bishop's Stortford, est une femme politique britannique membre du Parti conservateur. 
Elle est secrétaire d'État à l'Environnement, à l'Alimentation et aux Affaires rurales du 12 mai 2010 au 4 septembre 2012.